# Marek Wawrzkiewicz

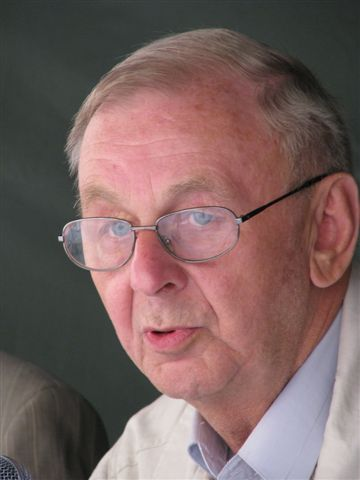
Marek Wawrzkiewicz: 9 iunie 2008, Varșovia

Marek Wawrzkiewicz (n. 21 februarie 1937, Varșovia) este un poet, publicist, traducător și jurnalist polonez. 
A absolvit facultatea de istorie din cadrul Universității din Łódź.

## Volume de versuri
- Poezja
- Malowanie na piasku (1960)
- Orzech i nimfa (1963)
- Ultima Thule (1967)
- Jeszcze dalej (1968)
- Przed sobą (1973)
- Serce przepiórki (1977)
- Wybór wierszy (1982)
- Aż tak (1984)